# 教長 (基督宗教)
教長（英語：prelate）是天主教以及部分實行主教制的新教中給予特定高階神職人員的稱呼，基本上是指一地方教會的管理者或者是高於此品秩的職位。最典型的教長是管理所轄教區的主教們，其他還有各隱修院的院長、直屬宗座的修會會長等。拉丁文的教長寫作prælatus，是源自於另一個拉丁詞彙præferre，意指高於他者。
有時也被譯為監督，如在提到自治監督區時有時會習慣將其管理者稱為監督。

## 條件
據天主教百科全書的說明，一個教長是以下四種身分其中之一
1.管理一個獨立於所屬教區的地區內的教會事務，如某些由修道院院長或修會省會長所管轄的自治會院區。
2.對一教區擁有一定程度以及獨立的管轄權者。
3.各修院的院長或省會長，就算他們沒有所管轄的地區，但他們對與所轄之會院擁有極高的權威。
4.領銜主教們，他們大多擔任宗座代牧而管理一地，或是雖然沒有管轄地區，但是在羅馬教廷的部門擔任主管。
5.教會最高當局成員，如樞機們或是教宗。